# Fei-Fei Li
Fei-Fei Li (chinês tradicional: 李飛飛, chinês simplificado: 李飞飞) é uma cientista chinesa e professora na Universidade Stanford. Na universidade, ela é co-diretora de institutos de pesquisa sobre inteligência artificial, aprendizado de máquina, deep learning, visão computacional e neurociência cognitiva. Li é uma das principais pesquisadoras no ramo de inteligência articial, tendo liderado a iniciativa ImageNet, um grande conjunto de dados de visão computacional. É uma das 100 Mulheres da lista da BBC de 2019.